# Cryptocephalus corynetes
Cryptocephalus corynetes – gatunek z rzędu chrząszczy z rodziny stonkowatych (Chrysomelidae). Gatunek po raz pierwszy został naukowo opisany w 1999 roku przez Andrzeja Warchałowskiego; miejsce typowe to Fôret de la Mamora około 30 km na północ od Rabatu w Maroku.